# The Witch's House
The Witch's House (japanska: 魔女の家, Majo no ie, svenska: "Häxans hus") är ett freeware pussel- och skräckspel som skapades av den japanska datorspelutvecklaren Fummy (ふみー) med hjälp av RPG Maker. Spelet släpptes för första gången 3 oktober 2012 på japanska. Sedan dess har spelet blivit översatt till sex andra språk, bl.a. engelska, tyska och spanska.
2 november 2013 publicerade Fummy en uppföljare till spelet, The Witch's House: The Diary of Ellen (japanska: 魔女の家: エレンの日記, Majo no ie: Eren no Nikki, svenska: "Häxans hus: Ellens dagbok"), som berättar om originalspelets antagonist, Ellen, och hur hon blev en häxa. Boken är på fem kapitel och kan för tillfället köpas hos Amazon.

## Spelupplägg
Spelet tillhör genren survival horror och går ut på att spelaren ska lösa alla husets pussel så att huvudpersonen kan fly häxans hus. Det har en kuslig atmosfär, trassliga gåtor, samt plötsliga bilder och ljud som är avsedda för att skrämma spelaren. Spelets värld syns från ett fågelperspektiv med utsmyckade 16-bitars färgdjup och kontrolleras via tangentbordet. 
Genom spelets gång händer det ofta att man träffar på en talande sällskapskatt som kan spara spelarens framsteg. Vanligtvis beter sig denna katt på ett nonchalant vis och är mestadels den enda karaktären i spelet som pratar med spelaren.

## Handling
Huvudpersonen i The Witch's House är en liten blond trettonårig flicka som heter Viola. Allting börjar med att Viola vaknar mitt ute i skogen. Det tar inte lång tid innan hon upptäcker att vägen ur skogen är blockerad av röda rosor. Det enda valet som verkar kvarstå för henne är att gå in i ett mystiskt hus som förhoppningsvis har någonting som kan hjälpa Viola att komma därifrån. Åtföljd av en svart katt så måste hon nu överleva det magiska husets många fällor. 
Ju mer tid Viola tillbringar i huset, desto underligare märker hon av att det är. Hon finner utspridda journalanteckningar som detaljerar husägarens liv, samt husets liv. Hon får snart reda på att detta hus är ett sådant där rum materialiserar från och försvinner ut i tomma intet, där demoner tillsammans med häxor lurar in och slukar upp små vilsna barn och där förtvivlade, jämrande själar strövar omkring i all evighet.
När Viola äntligen lyckas fly så finns det tre möjliga slut på spelet som normalt sett kallas för det goda slutet, det sanna slutet och "____" slutet, dock fanns inte "____" slutet förrän Uppdatering 1.07 av spelet. "____" slutet får spelaren genom att stå helt stilla i början av spelet i en timme. Det goda slutet och det sanna slutet är nästan identiska förutom en bit extra dialog mellan huvudpersonen och antagonisten i det sanna slutet som spelaren får höra genom att återbesöka ett skåp som fanns på en tidigare nivå innan ytterdörren öppnas. Det finns även en variation av det sanna slutet där spelaren får höra mer dialog från den svarta katten om spelaren avstår sig att spara sina framsteg genom hela spelet.